# روبرت مالم
روبرت مالم (بالفرنسية: Robert Malm)‏ (مواليد 21 أغسطس 1973) هو لاعب كرة قدم. يلعب مع منتخب توغو لكرة القدم. سبق له أن لعب في كأس العالم لكرة القدم مع منتخب بلاده.

## روابط خارجية
- روبرت مالم على موقع قاعدة بيانات كرة القدم.إي يو (الإنجليزية)
- روبرت مالم على موقع ليكيب (الفرنسية)
- روبرت مالم على موقع ناشيونال فوتبول تيمز (الإنجليزية)
- روبرت مالم على موقع Soccerbase.com (لاعب) (الإنجليزية)
- روبرت مالم على موقع Soccerway.com (الإنجليزية)
- روبرت مالم على موقع عالم كرة القدم.نت (الإنجليزية)